# 安德烈·波伽利
安德烈·波伽利（Andrea Bocelli，1958年9月22日—）是一位義大利盲人歌手。他是一位古典跨界音樂男高音，和英国女高音莎拉·布萊曼（Sarah Brightman），新西兰女高音海莉·薇思特拉等同属古典音乐与流行音乐的跨界音乐歌唱家。
波伽利得到过最辉煌时期的卢奇亚诺·帕瓦罗蒂的指导，曾被誉为帕瓦罗蒂的接班人。

## 早年
安德烈‧波切利出生於托斯坎尼郊區的La Sterza/拉 史特拉紮鎮，鄰近古城比薩。波伽利認為自己不只「來自」托斯坎尼，更是土生土長的「屬於」托斯坎尼，自喻為「鄉間產物」。他的童年就像一首托斯坎尼鄉間的田園詩，環繞著家人、朋友、大自然、及醇美的音樂，托斯坎尼的家庭生活、文化、及該地區的獨特傳統，對於他性格的養成影響極大。
波切利出生不久即被診斷為青光眼。1970年，波切利12歲時於一場足球比賽中發生事故，導致全盲。
從小時候起，波伽利透過收音機的廣播，迷上了歌劇的陳述手法及其所傳達的熱情。孩提時代的波伽利，醉心於歌劇作品及義大利音樂劇，渾然天成的美妙歌聲已經讓他在鄉鎮中小有名氣，在家人及親友的鼓勵下，努力追隨心中偶像的腳步，諸如知名義大利男高音Mario Del Monaco、Beniamino Gigli、尤以Franco Corelli為最。而那份執著於心的音樂抱負，直到很久以後方有機會奮力追求。
波切利憑其超群的歌聲及苦學精神，1980年中學畢業，入義大利比薩大學（Università di Pisa）學習法律，後取得法律學位，法律方面的成就純粹滿足家人對他前程似錦的期待，做過一年律師後，於1987年開始在酒吧兼差歌唱，因而開啟了他夢想已久的歌唱事業。

## 歌唱事业
波切利拜師學藝，向名家大師們討教，當心中的偶像－弗蘭科·科萊里答應收他為徒，受到的激勵與自我肯定筆墨難以形容。隨後一連串的演出機會，並錄製單曲"Miserere/求主垂憐"的試聽帶，波切利的歌聲廣泛流傳，包括義大利首席搖滾藝人Zucchero/蘇奇洛、卢奇亚诺·帕瓦罗蒂(Luciano Pavarotti)、及許多義大利樂壇重要人士，都留下深刻印象。隨著知名度的水漲船高，有了經紀人，義大利的領導音樂市場Sugar唱片集團將他網羅至旗下。
波切利的歌声很快的就引起了国际乐坛的注意，先是知名的義大利流行樂界盛事－聖雷莫歌唱節 il Festival di Sanremo （Sanremo Music Festival），一曲"Il mare calmo della sera" (夜晚的寧靜海洋)讓安德烈一夕成名，從沒沒無聞到驚艷全場，成功的演出不僅轟動歌唱節，更震驚義大利歌壇，Sugar唱片集團乘勝追擊，首張專輯【Il mare calmo della sera/夜晚的寧靜海洋】及尾隨的【Bocelli/同名專輯】，造就一系列銷售長紅的熱門歌曲。
波切利的專輯熱賣，自然引起國際間的注目，【Bocelli/同名專輯】中令人醉心的單曲"con te partirò"([與你同行])以及與莎拉·布萊曼（Sarah Brightman）合唱的英文版本 Time To Say Goodbye《告別的時刻》，在國際樂壇大放異彩，獨唱版榮登法國單曲榜榜首，合唱版更強佔德國單曲榜冠軍長達14週，銷售近300萬張，創下的暢銷紀錄至今仍無人能出其右，最后成了德国和比利时有史以来最畅销的单曲。《告别的时刻》1997年5月于英国发行时，在单曲排行榜排名第二，并有了英国唱片业的黄金认证。
波切利在全球的唱片销量已经超过7千万张，也使得他成为了历史上唱片最畅销的古典歌手之一。
1997年間，波切利的魅力開始在世界各地的音樂榜上爆發，發行全球的首張專輯【浪漫情事】收錄時下流行的情歌愛曲，先是征服歐洲，英語系國家尾隨著風靡，專輯銷售量全球超過1500萬張，締造的白金及雙白金唱片紀錄，更是不勝枚舉。 
『浪漫情事』專輯在流行樂界成功發聲後，波伽利更渴望與樂迷分享他對歌劇的熱愛，造就接連兩張古典專輯的問世。【Viaggio Italiano/美哉義大利】專輯遵循義大利男高音界的傳統，收錄廣受歡迎的詠嘆調曲目及那不勒斯歌謠；1998年發行的『真愛情聲』，曲目極具挑戰性，波伽利更將其比喻為「自我童年的紀錄」；就古典音樂市場來衡量，【真愛情聲】是一次驚人的勝利出擊，甚至高登國際流行音樂榜。
2010年，他在上海世博会开幕式上演唱。
2011年5月, 波切利邀请新西兰女高音海莉·薇思特拉一同在台北和北京等地举行真爱奇迹亚洲演唱会，他们曾经在海莉的国际专辑【奇幻历险】和实况转播节目中有过合作。
2016年於米蘭聖西羅球場舉辦的歐洲冠軍足球聯賽決賽，擔任賽前表演嘉賓。
2018年9月6日，台灣樂壇天后張惠妹受邀在義大利「Celebrity Fight Night」慈善晚宴上和安德烈·波伽利以義大利、英文、中文3種語言合唱〈If Only〉，該單曲於9月中旬數位推出，收錄在安德烈·波伽利10月26日發行的《Sì》專輯中。
2021年2月12日通过視訊连线的方式与儿子马特奥·波切利一同在中国广播电视总台春节联欢晚会上献唱《我的太阳》和《抱紧我》。
2021年6月於羅馬奧林匹克體育場舉辦的2020年歐洲足球錦標賽開幕禮，擔任賽前表演嘉賓。

## 專輯列表
- 1994-《Il Mare Calmo Della Sera》（夜晚的寧靜海洋）
  - 單曲: Il Mare Calmo Della Sera
- 1995-《Brocelli》（Bocelli同名專輯）
  - 單曲: Con Te Partirò (英文: Time To Say Goodbye，中文: 告別的時刻)
- 1995-《Viaggio Italiano》（美哉義大利）
- 1997-《Romanza》（浪漫情事）
- 1999-《Sacred Arias》（千禧禮讚）
- 2004-《Andrea》（聽見波伽利）
- 2006-《Dell'Amore Non Si Sa》（愛無所不在）
- 2006-《Cieli Di Toscana》（托斯坎尼的天空）
- 2006-《Amore》(愛慕)（西班牙语版《Amor》）
- 2007-《The Best Of Andrea Bocelli:Vivere》（生命奇蹟 世紀精選）（西班牙语版《Lo Mejor De Andrea Bocelli: Vivere》）
- 2008-《Incanto》（義往情深）
- 2009-《My Christmas》（我的聖誕節）（西班牙语版《Mi Navidad》）
- 2011-《Concerto: One Night In Central Park》（紐約中央公園演唱會）
- 2013-《Passione》（全球熱戀）
- 2013-《Love In Portofino》（情定義大利）
- 2015-《Cinema》（天籟電影院）
- 2018-《Si》（真好）
- 2020-《Believe》（相信愛）
- 2022-《A Family Christmas》(Andrea Bocelli & Matteo Bocelli & Virginia Bocelli)（波伽利家族耶誕禮讚）
- 2024-《Duets 30th Anniversary》（對唱經典）

## 外部連結
- 安德烈·波伽利官方网站 （页面存档备份，存于）
- 已授权的国际歌迷网站 （页面存档备份，存于）
- 古典跨界音乐歌唱家 （页面存档备份，存于）